# Johannes R. Becher

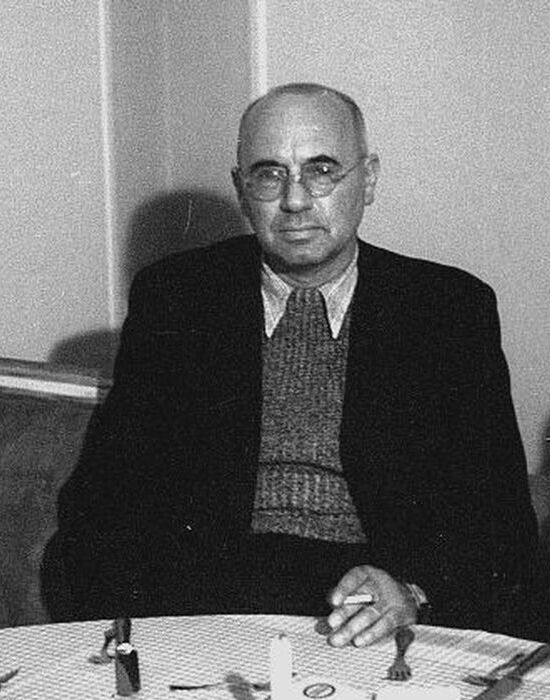
Johannes R. Becher (1946)

Johannes Robert Becher (* 22. Mai 1891 in München, Königreich Bayern; † 11. Oktober 1958 in Ost-Berlin, DDR) war ein deutscher expressionistischer Dichter und SED-Politiker, Minister für Kultur sowie erster Präsident des Kulturbundes der DDR. In seinen Funktionen war er mitverantwortlich für die Entwicklung und Umsetzung der zentral gelenkten Kulturpolitik der SED und der damit verbundenen staatlichen Zensur in der DDR.
Bekannt ist er auch als Verfasser des Textes der Nationalhymne der DDR. 

## Leben

### Kindheit und Jugend

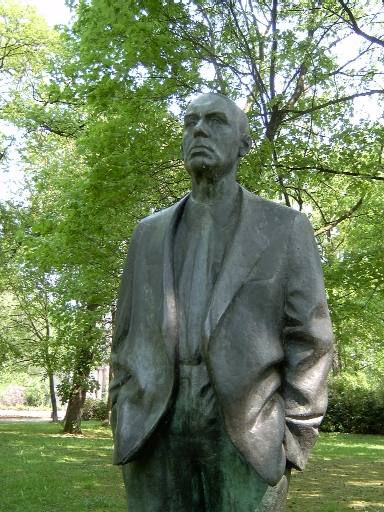
Bronze „Johannes R. Becher“ von Fritz Cremer im Bürgerpark Pankow (Ausschnitt)

Geboren als Hans Robert Becher war er Sohn von Heinrich Becher, Richter am Oberlandesgericht München, und dessen Ehefrau Johanna, geborene Bürck. Seinen Vater Heinrich Becher beschrieb er politisch als „ungefähr stimmungsmäßig deutschnational, sonst betont unpolitisch“; dennoch galt im Hause Becher Loyalität zum Monarchen und nationale Begeisterung als oberste Pflicht. Als größter Feind galten dabei Sozialisten und Sozialdemokraten. Fleiß und Pflichterfüllung waren die Lebensphilosophie des Vaters, der Teil des „protestantisch-bürokratisch-preußisch-militärischen Establishments“:6 war.
Die Erziehung durch den oftmals jähzornigen Vater war streng, Hans dem permanenten Leistungsdruck kaum gewachsen.:12 Zuflucht fand er bei seiner Großmutter, die in ihm wohl auch die Leidenschaft für Literatur und Dichtung weckte. Wegen der anhaltend schlechten Leistungen in der Schule wählte der Vater für Hans die Offizierslaufbahn, was dem sportbegeisterten Sohn zunächst gefiel. Mehr und mehr kam allerdings der Wunsch auf, Dichter zu werden, viele heftige Auseinandersetzungen zwischen Vater und Sohn waren programmiert.
In jugendlicher Verzweiflung kam es 1910, gemeinsam mit seiner um sieben Jahre älteren Jugendliebe Franziska Fuß, zu einem Doppelsuizidversuch. Dem Vorbild Heinrich von Kleists nacheifernd, schoss er mit einer Pistole zuerst auf Franziska und dann auf sich selbst. Sie erlag ihren Verletzungen, Becher überlebte nach drei Monaten in Lebensgefahr. Er wurde nach Paragraph 51 des Strafgesetzbuches a. F. für unzurechnungsfähig erklärt und nicht bestraft. Zwischenzeitlich huldigte er in schwärmerischen Briefen seinem literarischen Idol Richard Dehmel.

### Verfall und Triumph
1911 zog Becher gemeinsam mit dem Verleger und Dichter Heinrich Bachmair nach Berlin, um sich dort für das Medizinstudium einzuschreiben. Wegen der billigen Miete ließen sie sich im proletarischen Osten Berlins nieder.:27 Zu Heinrich von Kleists 100. Todestag erschien im gemeinsam gegründeten Verlag Heinrich F. S. Bachmair Bechers erstes Gedicht, „Der Ringende“. Von nun an wurde Hans Robert unter dem Namen Johannes R. Becher bekannt.
Das Studium fiel dem Verlag zum Opfer, der jedoch finanziell schnell am Ende war. So kehrten sie 1912 schon wieder nach München zurück und hofften auf Hilfe aus dem Elternhaus, die zunächst auch gewährt wurde. Obwohl Bachmair viele bedeutende Expressionisten, von Walter Hasenclever bis Else Lasker-Schüler, für sich gewinnen konnte, ging der Verlag, wohl wegen mangelnden Geschäftssinns, bald bankrott. Nach nur drei Jahren kam der gesamte Verlag zur Versteigerung.
Im Jahr zuvor hatte Becher eine für die folgenden Jahre – wohl nicht im positivsten Sinn – prägende Begegnung mit Emmy Hennings. Aus dieser Beziehung ergaben sich eine in den Folgejahren aufkommende Morphiumsucht mit einhergehender Geldnot und Hungerleiden sowie wechselnden Wohnorten in München, Leipzig und Berlin.:30 Zahlreiche Entziehungskuren in den Jahren bis 1918 schlugen fehl. Nur mit Lügenmärchen, Krediten und Gönnern wie Harry Graf Kessler und dem Ehepaar Kippenberg konnte er sich über Wasser halten. Mit den Eltern herrschte nun jahrelang Funkstille. So verpfändete er auch sein Gehalt auf viele Monate im Voraus.:50 Nicht zufällig entstand in dieser Zeit sein wohl wichtigstes expressionistisches Werk: Verfall und Triumph. Mit dem schriftstellerischen Werk von Becher beschäftigt sich der Podcast Wiederanders, den Kristin Eichhorn und Toni Bernhart, Forschende der Literaturwissenschaft an der Universität Stuttgart, seit 2025 veröffentlichen.
Becher fühlte sich auch sehr zu Männern hingezogen. Das Thema homosexueller Beziehungen verarbeitet er u. a. in dem Roman Abschied und dem Fragment Wiederanders; seine eigene Neigung thematisiert er u. a. in Briefen an seinen Freund Bachmair.
Der Krieg und die Politik zogen zunächst scheinbar spurlos an ihm vorüber, auch weil er wegen seiner Schussverletzung keine Einberufung zu befürchten hatte. Viele Expressionisten landeten wie Becher „bei einer der beiden großen politischen Religionen des zwanzigsten Jahrhunderts, beim Nationalsozialismus oder Kommunismus“.:35 Seine politische Biographie wird jedoch bis heute sehr unterschiedlich dargestellt. So ist über seine politischen Anfänge sowohl von „nicht die geringste Spur eines politischen Gedankens“ und „Revolution fand […] nur auf dem Papier statt“:54 zu lesen als auch von „Solidarität mit der geköpften Revolution“ (in Bezug auf die Ermordung von Karl Liebknecht und Rosa Luxemburg) und nobler Zurückhaltung von „den Tageskämpfen“.:62 Selbst seine USPD- und die (erste) KPD-Mitgliedschaft scheinen umstritten.:54, 59
Mit einem harten persönlichen Schlag kämpfte er 1918, als sein jüngerer Bruder Ernst Becher auf dem Schwabinger Friedhof Suizid beging. Dieses Ereignis schien ihm jedoch die Augen zu öffnen. Er begann mit Hilfe seiner Frau Käthe (geb. Ollendorf), einer Nichte Alfred Kerrs, die Medizin studierte, einen Morphium-Entzug, der erfolgreich war. 1921 ließen die beiden sich scheiden.
Während zur Zeit der Novemberrevolution und danach in Deutschland bürgerkriegsähnliche Zustände herrschten, lenkte sich das Leben Bechers wieder in geordnete Bahnen. In Urach fand er eine Zuflucht in der anarchistischen Kommune um Karl Raichle, Gregor Gog und Theodor Plievier, begegnete dort auch dem Wanderpropheten Gusto Gräser vom Monte Verità, den er aus der Siedlung vertrieb. In Jena war er im Gegensatz zu vielen Freunden und Bekannten jedoch kein revolutionärer Umstürzler. Auch seine damalige Kurzzeitbeziehung ging dadurch in die Brüche, „als ich die Revolution nicht auf der Barrikade noch als Redner mitmachte“. Er stieg „nur auf Barrikaden, die aus Tinte waren“.:60
In Jena trat Becher dem kommunistischen Ortsverband bei. Die Begeisterung für die Partei hielt zunächst jedoch nicht lange an. Er trat bald darauf wieder aus, um in der katholischen Kirche Zuflucht zu suchen.:57–76 Über sein Werk jener Zeit meinte er: „Über die sogenannte politische expressionistische Lyrik habe ich mich hinausentwickelt. Mein Ziel ist eine intensive erfüllte Klassik.“
Künstlerisch stand er in seiner expressionistischen Phase, von der er sich später distanzieren sollte, der Magdeburger Künstlervereinigung Die Kugel nah und veröffentlichte unter anderem in den Zeitschriften Verfall und Triumph, Die Aktion und Die neue Kunst. Zusammen mit Albert Ehrenstein arbeitete Becher für kurze Zeit als Lektor im Kurt Wolff Verlag.

### Aufstieg in der KPD

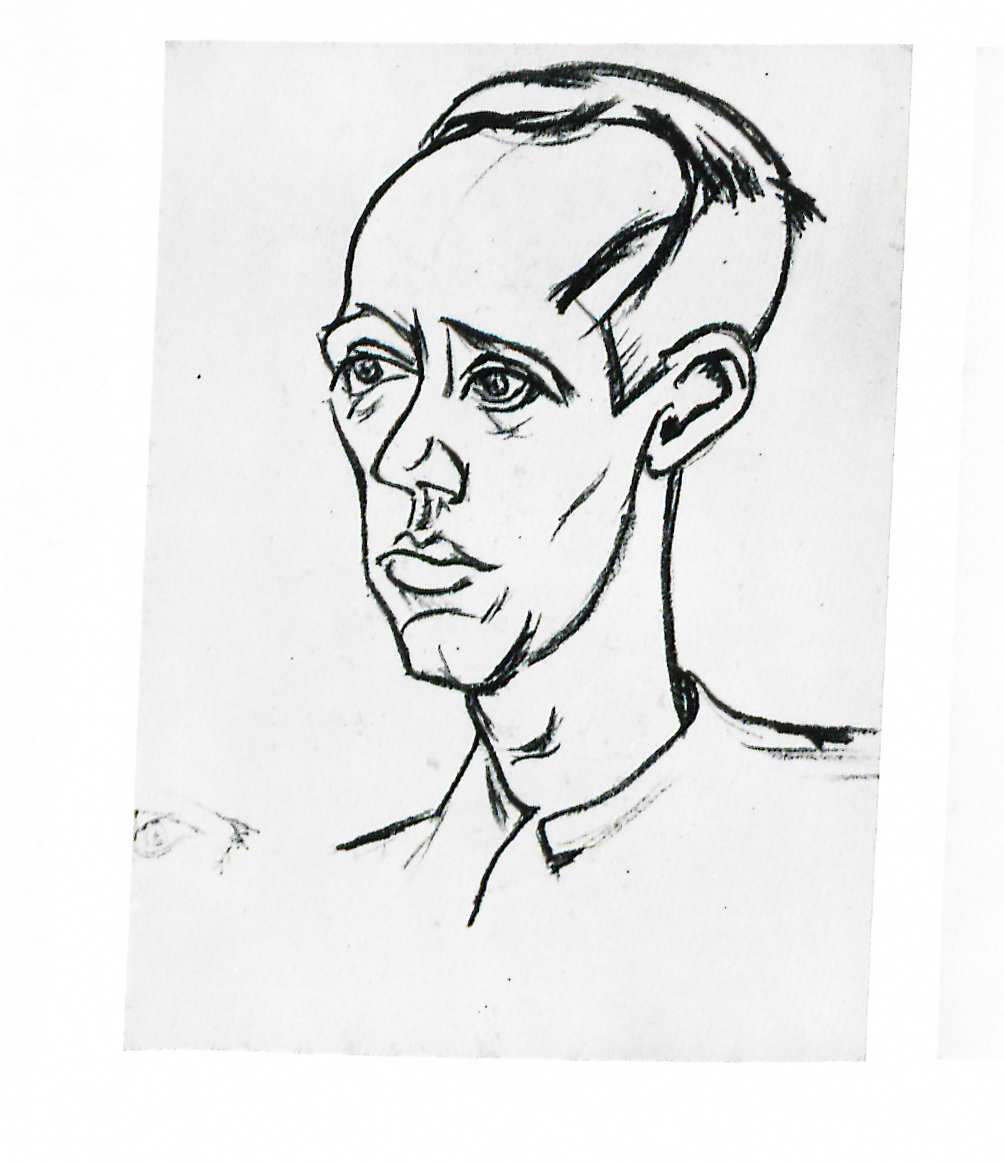
Lajos Tihanyi: Johannes R. Becher (1924)

Becher wandte sich schon im Jahr 1923 wieder der KPD zu. Nach der Trennung von Eva Herrmann, Tochter eines millionenschweren amerikanischen Malers, regte sich in ihm wieder der Widerstand gegen eine dominante Vaterfigur – der Vater Frank Herrmann verbot seiner Tochter die Heirat mit Becher – und das reiche Bildungsbürgertum. Zusätzlich förderte die Hyperinflation von 1923 seinen Linksschwenk.:76 Seinen Wohnort verlegte er nun nach Jahren des Herumziehens endgültig nach Berlin, wo er mit Intellektuellen von Robert Musil bis Lion Feuchtwanger verkehrte. So wurde er im März 1923 wieder Mitglied der KPD, froh darüber, Struktur für sein Leben gefunden zu haben. „Meine Schlamperei von früher ist mir ein Greuel. Wie froh, wie froh bin ich, daß ich auf diesen Weg noch gefunden habe.“ Literatur und Politik voneinander zu trennen war fortan nicht mehr sein Ziel.
Innerhalb der Partei ebneten ihm seine bürgerliche Bildung und Umgangsformen sowie das benötigte Maß an Opportunismus den Weg bis ganz nach oben. Sein Aufstieg war dabei eng mit der wechselhaften Geschichte und den politischen Richtungsänderungen der Kommunistischen Partei in der Weimarer Republik verbunden. Anfänglich sah er seine Aufgabe darin, soziale Probleme abseits der Poesie zu lösen, jedoch etablierte sich Becher schnell als Parteidichter, der im Auftrag der Partei Gedichte und Artikel, wie etwa Am Grabe Lenins, schrieb. Die Aufgabe der Kunst sah er zunächst in der „Entlarvung und Destruktion aller bürgerlichen Denk- und Seinsformen.“ (Zitat Frankfurter Zeitung vom September 1923).:84
Die Kulturpolitik der Kommunisten lag anfangs brach. Nach Leo Trotzki ist eine proletarische Kunst erst nach der Überwindung des Kapitalismus möglich, wovon man in Deutschland noch weit entfernt war. Becher sah hier eine Chance für sich, die „Kunst nach dem Muster der Gesamtpartei zu bolschewisieren“.:94
Mit der neuen Parteichefin Ruth Fischer arrangierte er sich schnell. Auch Gerhart Eisler, der für den Pressedienst der KPD arbeitete, lernte er über Hede Eisler, Gerhart Eislers erste Frau, kennen. Über diese Gruppe gelangte er in das Zentralkomitee der KPD. Als Ruth-Fischer-Anhänger geriet er nach ihrer Entmachtung mit in Bedrängnis, gerade noch rechtzeitig bekundete er „die sowjetfeindliche Haltung des Trotzkismus“, um ihr den Rücken zu kehren.:97 Neben den vielen internen Machtkämpfen hatte die KPD auch gegen die Weimarer Justiz zu kämpfen; bis zum sozialdemokratischen Regierungswechsel war sie in zahlreiche Prozesse verwickelt. Auch Johannes R. Becher fand sich bald in einer fünf Tage dauernden Untersuchungshaft wieder; ein Verfahren wegen Hochverrats gegen ihn wurde später fallengelassen.
Für Becher wie für viele andere, längst nicht nur Kommunisten,:96 war der Wirtschaftsmotor Sowjetunion, in dem die Industrie ins Unendliche zu wachsen schien, mit „Vater Stalin“ nun wirtschaftliche und gesellschaftliche Zukunft. Noch während Ermittlungen gegen ihn liefen, reiste er zum zehnten Jahrestag der russischen Revolution erstmals in die UdSSR – mit einem überwältigenden Besucherprogramm, um nicht auf die erheblichen sozialen Probleme aufmerksam zu werden. Aus der Sowjetunion kam auch die Idee, wie man Gedichte an den „klassenbewussten Proleten“ bringen konnte: Gemeinsam wurden in Versammlungen Gedichte gesprochen bzw. als Sprechchor aufgeführt.
1928 wurde der Bund proletarisch-revolutionärer Schriftsteller gegründet, dessen Vorsitzender Becher wurde. Mit Basisarbeit wollte er sich nun nicht mehr aufhalten, an unrepräsentativen Tätigkeiten hatte er kaum Interesse.:121 Darunter hatte auch sein sprachliches Talent zu leiden, das im administrativen Apparat der Partei immer mehr verkam.:113 Als Vorsitzender des Bundes war es für ihn von besonderer Bedeutung, am „Puls des Kremls“ zu bleiben. Zahlreiche Richtungswechsel unter der Führung von Ernst Thälmann wurden jedoch zu einer steten Gratwanderung.:116 Die Richtungskämpfe im Bund drehten sich auch um die Nähe zu linksbürgerlichen und liberalen Schriftstellern wie Alfred Döblin, Kurt Tucholsky oder Bertolt Brecht. Mehr als einmal wurden sie scharf kritisiert, um bald darauf wieder eine Anordnung der Komintern zu erhalten: „Gewinnt die bürgerlichen Literaten, verprellt sie uns nicht!“:129 Nicht immer sollte Becher der Richtungswechsel schnell genug gelingen; auch er wurde 1930 für vier Monate aus dem Parteiapparat verbannt, in denen er bereits davon überzeugt war, Berlin für immer den Rücken zu kehren. Wie weit Bechers Obrigkeitshörigkeit ging, zeigt wiederum sein Kommentar zum Schauprozess Ende 1930 gegen die sogenannte „Industriepartei“ in Moskau: „Wir proletarischen Dichter […] begrüßen den Vernichtungswillen des ersten proletarischen Staates der Welt, der Sowjetunion, gegenüber den Schädlingen und Saboteuren.“
Mit dem Schwarzen Freitag des Jahres 1929 kollabierte der „Erzfeind Kapitalismus“. Nutznießer der Weltwirtschaftskrise in Deutschland wurden die NSDAP und die KPD, die sich über erheblichen Zulauf freuen konnten. Mit der Wahl im September 1930 wurde die NSDAP hinter der SPD zweitstärkste Kraft im Land; für die KPD unter Thälmann hieß der große Feind jedoch weiterhin „Sozialfaschismus“ (SPD), und so traf die „Machtergreifung“ Hitlers die KPD weitgehend unvorbereitet. Johannes R. Becher stand als wichtiger Funktionär schon lange auf der schwarzen Liste der SA; mit einem gefälschten Reisepass gelang ihm im März 1933 die Ausreise in die Tschechoslowakei, wo er zunächst auf seine Frau Lotte und ihren gemeinsamen Sohn Hans Thomas wartete. Die Ehe war längst zerrüttet; Lotte zog mit Hans Thomas nach Großbritannien. Erst im Dezember 1950 folgt das erste und einzige Wiedersehen.

### Becher im Exil
Froh, gerade noch der SA entkommen zu sein, sprach Becher später ungern über diese zwölf Jahre der Heimatlosigkeit.:146
„Die zwölf Jahre, die ich außerhalb Deutschlands leben mußte, waren für mich die härtesten Prüfungen meines Lebens; ich möchte beinahe sagen, es war das Fegefeuer, wenn nicht die Hölle. Aber es war eben das, […] daß ich solch ein ganzer Deutscher war, auch mit seinen negativen Eigenschaften, daß ich mich nirgendwo anpassen konnte und eigentlich nur zwölf Jahre lang gewartet habe, um wieder heimkehren zu können.“
Trost und Erholung fand er in der Erinnerung an seine Zeit in der schwäbischen Kommune bei Urach, die er sich in seinem Langgedicht Der Wanderer aus Schwaben heraufbeschwor.
Am 29. März 1934 veröffentlichte der Deutsche Reichsanzeiger die zweite Ausbürgerungsliste des Deutschen Reichs, durch die Becher ausgebürgert wurde. Im April 1933 kam er nach Moskau, wo er sich nun mit aller Kraft der Reorganisation des Exil-Bundes zuwandte. In dieser Zeit arbeitete er u. a. auch für Radio Moskau. Mit dem gemeinsamen Feind Nationalsozialismus rückte auch die Idee der Einheitsfront zwischen Kommunisten und Sozialisten wieder stärker in den Mittelpunkt. Auch Eislers Einheitsfrontlied von 1934 ist davon ein Zeugnis. Bechers Auftrag von der Komintern war dabei die Bildung einer literarischen Einheitsfront.:147–189 Zu diesem Zweck reiste er quer durch Europa und verbrachte viel Zeit in Paris, um Kontakt zu zahlreichen Exilliteraten, von Thomas Mann und Heinrich Mann über Robert Musil bis zu Bertolt Brecht, aufzunehmen. Dass Becher zunächst ganz und gar nicht von der Einheitsfrontidee überzeugt war, zeigt ein Brief an Ernst Ottwalt deutlich: „Dürfen wir den Kampf gegen die Sozialdemokratie nur den Nationalsozialisten überlassen?“, schrieb er noch im Februar 1934, obschon dann seine Rede auf dem Allunionskongress der Sowjetschriftsteller ganz im Zeichen der Einheitsfront stand.
In der Sowjetunion wurde nun der Sozialistische Realismus propagiert, mit dem es sich schnell anzufreunden hieß. Indes waren erste Opfer der Stalinistischen Säuberungen zu beobachten. Auch ein Verbindungsmann Bechers im Moskauer Deutschland-Büro verschwand von einem Tag auf den anderen.:180 Am 5. September ging ein Telegramm der Parteileitung bei Becher in Paris ein, er solle sofort nach Moskau zurückkehren. Wohl ahnend, dass ihm nichts Gutes bevorstand, musste er dem Befehl schließlich dennoch gehorchen, da ihm von der Komintern der Geldhahn abgedreht wurde.:188 f.
Zurück in Moskau, zog der „Große Terror“ immer weitere Kreise. Die Hysterie des „Schädlingswahns“ führte auch zu einer genauen Überprüfung sämtlicher exilierter Schriftsteller.:196 Warum Becher, der mittlerweile Chefredakteur der Internationalen Literatur war, die „Säuberung“ unbeschadet überstand, wohingegen drei Viertel aller deutschen UdSSR-Emigranten ermordet wurden oder in Gulags verschwanden, liegt weitgehend im Dunkeln. Letztlich war es wohl hohen Parteifunktionären wie Wilhelm Pieck zu verdanken. Der glühende Funktionärs-Eifer wich jetzt weitgehend der furchtsamen Hingabe an Stalin. „[…] in demselben Maße[,] wie ich Stalin verehrte und liebte, [war] ich ergriffen […] angesichts gewisser Vorgänge, die ich in der Sowjetunion erleben mußte. Ich kann mich nicht darauf hinausreden, daß ich von nichts gewußt hätte. Ich kann auch nicht behaupten, daß ich davon nichts wissen wollte. Ich ahnte nicht nur, oh, ich wußte!“ – so beschrieb er die Zeit des Großen Terrors im Jahre 1957, erst lange nach Chruschtschows Rede am XX. Parteitag der KPdSU.
Immer wieder spielte er mit dem Gedanken, die Sowjetunion in Richtung USA oder Schweden zu verlassen. In seinen Werken folgte er der allgemeinen Sowjetästhetik der Zeit und besann sich auf nationale Werte und Traditionen.
Zur persönlichen Tragödie vieler deutscher Exilanten wurde der Hitler-Stalin-Pakt 1939. Von einem Tag auf den anderen verschwand der Antifaschismus aus den Medien, rund 1200 Emigranten wurden an die Gestapo ausgeliefert.:213 Doch Becher lobte in dem kurzen Gedicht Du schützt mit deiner starken Hand Stalin für den Abschluss des Paktes mit Hitler. Er lag damit auf derselben Linie wie Walter Ulbricht, der verkündete: „Wer gegen die Freundschaft des deutschen und des Sowjetvolkes intrigiert, ist ein Feind des deutschen Volkes und wird als Helfershelfer des englischen Imperialismus gebrandmarkt.“:213 Bis zum Überfall der Wehrmacht auf die UdSSR 1941 musste das Feindbild nun wieder Finanzkapitalismus heißen.
Unter den deutschen Schriftstellern, die noch in der UdSSR verblieben, durfte Becher nun als der prominenteste und wichtigste gelten. In den Kriegswirren wechselten dann Depressionen, Flucht vor der deutschen Wehrmacht und Sitzungen der KPD-Führung im Hotel Lux. Als sich im Herbst 1944 die Niederlage des Deutschen Reiches näherte, wurde dort auch eine Arbeitskommission zur Gestaltung des neuen Deutschlands ins Leben gerufen. Mit dabei waren viele zukünftige SED-Funktionäre wie Walter Ulbricht, Wilhelm Pieck oder Hermann Matern; im Referat zum Wiederaufbau des Kulturlebens waren: Johannes R. Becher, Alfred Kurella und Erich Weinert.
In Paris hatte Becher seine spätere Ehefrau Lilly Becher kennengelernt und nach deren Scheidung, 1936 von dem Filmemacher Carl Heinz Járosy, geheiratet. Nach zwölfjährigem Exil durfte Becher im Juni 1945 mit ihr endlich in seine Heimat zurückkehren.

### Becher in der SBZ/DDR

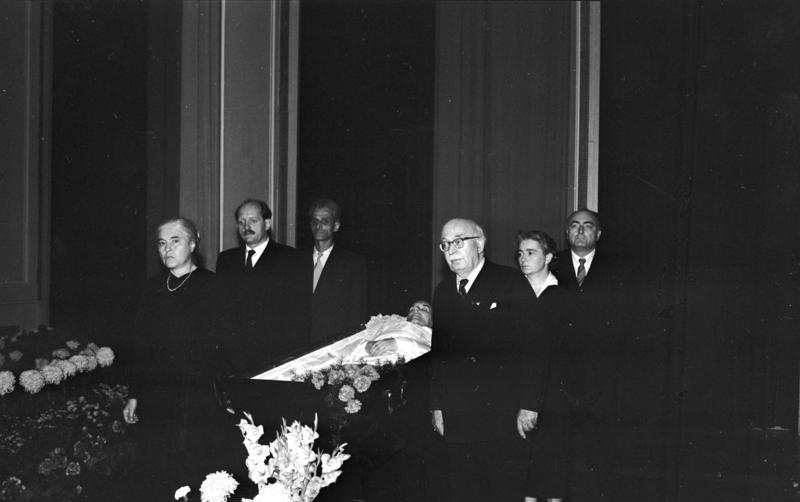
Aufbahrung von Johannes R. Becher 1958, stehend von links: Anna Seghers, Erwin Strittmatter, Kurt Stern, Arnold Zweig, Jeanne Stern, Stefan Heym.

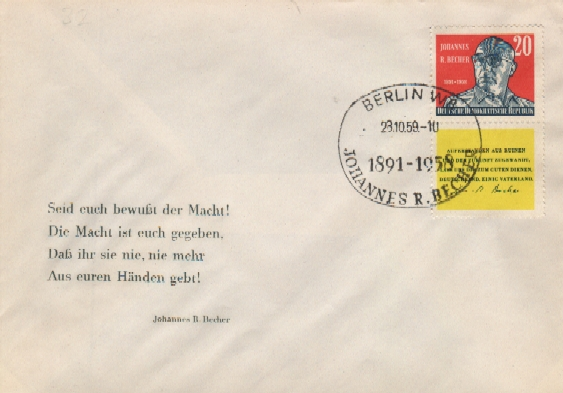
Ersttagsbrief zum 1. Todestag, 1959, der DDR-Post

Der kulturelle Neubeginn in der Sowjetischen Besatzungszone war auch Bechers Werk. Darauf hatten die Russen sich bereits im Vorjahr vorbereitet und zu diesem Zweck wurde er von Stalin nach Berlin geschickt.:225 Bald nach Bechers Rückkehr wurde der Kulturbund zur demokratischen Erneuerung Deutschlands gegründet, dessen Präsident er wurde. Der Kulturbund sollte keine kommunistische Massenorganisation darstellen, sondern kann als verhältnismäßig liberal gewertet werden; er sollte ein Verband für viele Intellektuelle sein, Bürgerliche wie Linke. Dies widersprach den übergeordneten Zielen der KPD offenbar nicht, insofern Becher ja auch Mitglied des ZK der KPD und nach der Zwangsvereinigung von SPD und KPD im Parteivorstand der SED war.
Als Präsident des Kulturbundes war er besonders bemüht, emigrierte Künstler von der Rückkehr nach Deutschland zu überzeugen – darunter etwa die Brüder Mann, Bertolt Brecht, Hermann Hesse, Lion Feuchtwanger und Hanns Eisler – aber auch, sie mit „inneren Emigranten“ wie Erich Kästner oder gar Wilhelm Furtwängler zu versöhnen, die nun vielen Vorwürfen ausgesetzt waren. Er wollte den Kulturbund als gesamtdeutsche Organisation positionieren, womit er bald zwischen die Fronten des „Kalten Krieges“ geriet. Von westlicher Seite wurde er als sowjetische Marionette betrachtet, von den eigenen Reihen bald als politischer Abweichler. So drängte die SMAD darauf, ihn durch einen linientreueren Genossen zu ersetzen.:235 Nachdem er immer mehr zwischen die Fronten der Westpresse und der SED-Führung geraten war, musste er schließlich die Notbremse ziehen und seine liberale Arbeit aufgeben – lieber opferte er seine persönlichen Ansichten als sein Parteibuch. So blieb die Partei für ihn bis zu seinem Lebensende Fluch und Segen. Sein Widerstand dagegen, den Kulturbund zum Propagandainstrument der Partei zu degradieren, erlosch.:249
Nach dem Zweiten Weltkrieg war Becher um eine Wiederaufnahme deutscher Schriftsteller in die internationale Schriftstellervereinigung PEN als gesamtdeutscher PEN-Club bemüht. Ebenso wie im Kulturbund wandelten sich aber auch hier seine Prioritäten. So war das Jahr 1950 durch viele Auseinandersetzungen im gesamtdeutschen PEN geprägt. Als einer von drei Präsidenten geriet er zusehends unter Beschuss, da er sein Amt einer eigentlich unpolitischen Vereinigung immer mehr als politische Bühne des Stalinismus verwendete und die politische Justiz in der DDR pauschal in Schutz nahm. Trotz erheblichen Drucks auf ihn wollte er nicht als PEN-Präsident zurücktreten; Schmutzkampagnen beiderseits führten am Ende des Jahres schließlich zu einer Spaltung des deutschen PEN.
Die Dichtung wurde für ihn ein „Hilfsmittel in der Politik“, schrieb ein junger Historiker in Döblins Zeitschrift Das Goldene Tor,:252 ein Vorwurf, der nicht ganz von der Hand zu weisen ist. Unter den Werken finden sich etwa die Nationalhymne der DDR, eine Bestellung des Politbüros, oder das Libretto zur Kantate 1950. Wegen seiner Loyalität wurde er auf dem III. Parteitag der SED ins ZK gewählt, nun, da der Mittelpunkt seiner Arbeit dem „Kampf um den Frieden, um die demokratische Einheit Deutschlands und um die Festigung unserer antifaschistisch-demokratischen Ordnung“ galt.
Die folgenden Jahre waren für ihn nach außen hin ein weiterer politischer Aufstieg und ein SED-interner Fall, bei genauerer Betrachtung aber auch vor allem eine Zeit vieler körperlicher Leiden und literarischen sowie politischen Verfalls.

„Dies ist der größte Dichter, so redet und schreibt man. Ich stimme immer damit überein, er ist der größte, gewiß; nämlich der größte tote Dichter bei Lebzeiten, einer den niemand hörte und las –, aber er lebte und schrieb.“

Im Januar 1954 wurde er erster DDR-Kulturminister; seine Staatssekretäre waren Alexander Abusch und Fritz Apelt. Sein Amt hatte er wohl vor allem zwei äußeren Einflüssen zu verdanken: dem Tod Stalins und dem Juni-Aufstand 1953.:272–302 Das Amt eines Kulturministers war von Seiten der Regierung hauptsächlich als repräsentative Rolle gedacht. Als noch immer ein Anhänger der deutschen Einheit organisierte Becher in einer kurzen politischen Tauwetterperiode, die mit dem Amtsantritt Nikita Chruschtschows eintrat, einige Ost-West-Gespräche und ließ wieder mit Gedanken zur kulturellen Einheit Deutschlands aufhorchen. Alle Bemühungen in diese Richtung fielen allerdings wieder schnell dem Parteiapparat zum Opfer.
Zwei weltpolitische Ereignisse 1956 wurden ihm schließlich zum Verhängnis: die Parteitagsrede Chruschtschows und der Ungarnaufstand. Mit der Rede Chruschtschows formierte sich in der DDR eine antistalinistische Opposition, der Becher zwar nicht angehörte, in deren Pläne er jedoch eingeweiht war und mit der er durchaus sympathisierte. Diese Opposition plante auch eine Intervention im Ungarnaufstand. Becher beschloss gemeinsam mit Kollegen, seinen alten Freund Georg Lukács aus Ungarn herauszuholen, was jedoch an Bechers Blauäugigkeit scheiterte.:294 Die SED-Führung war zutiefst verunsichert; Walter Ulbricht entledigte sich zahlreicher Parteigenossen. Becher behielt zwar pro forma seinen Titel und sein Amt, wurde aber entmachtet und durch Alexander Abusch ersetzt.:297
1956, zwei Jahre vor seinem Tod, gab der Aufbau Verlag im Rahmen der Reihe Deutsche Volksbibliothek den Gedichtband Wir, unsere Zeit, das Zwanzigste Jahrhundert heraus, der Werke aus dem Zeitraum 1911 bis 1952 enthält. Darunter sind auch zehn Neue deutsche Volkslieder.
Am 11. Oktober 1958 verstarb Becher nach einer Krebsoperation. Mit seinem Tod erklärte ihn die Partei, allen voran Walter Ulbricht, zum „größten deutschen Dichter der neuesten Zeit“; sein letzter Wille, „Man möge die Öffentlichkeit nicht mit Gedenkfeiern langweilen“ und von „offiziellen Ehrungen“ und „Schaftelhubereien“ Abstand nehmen, wurde mit einem Staatsbegräbnis, wie es kein Autor in der DDR vor ihm erhielt, zur Gänze missachtet.

## Ehrungen

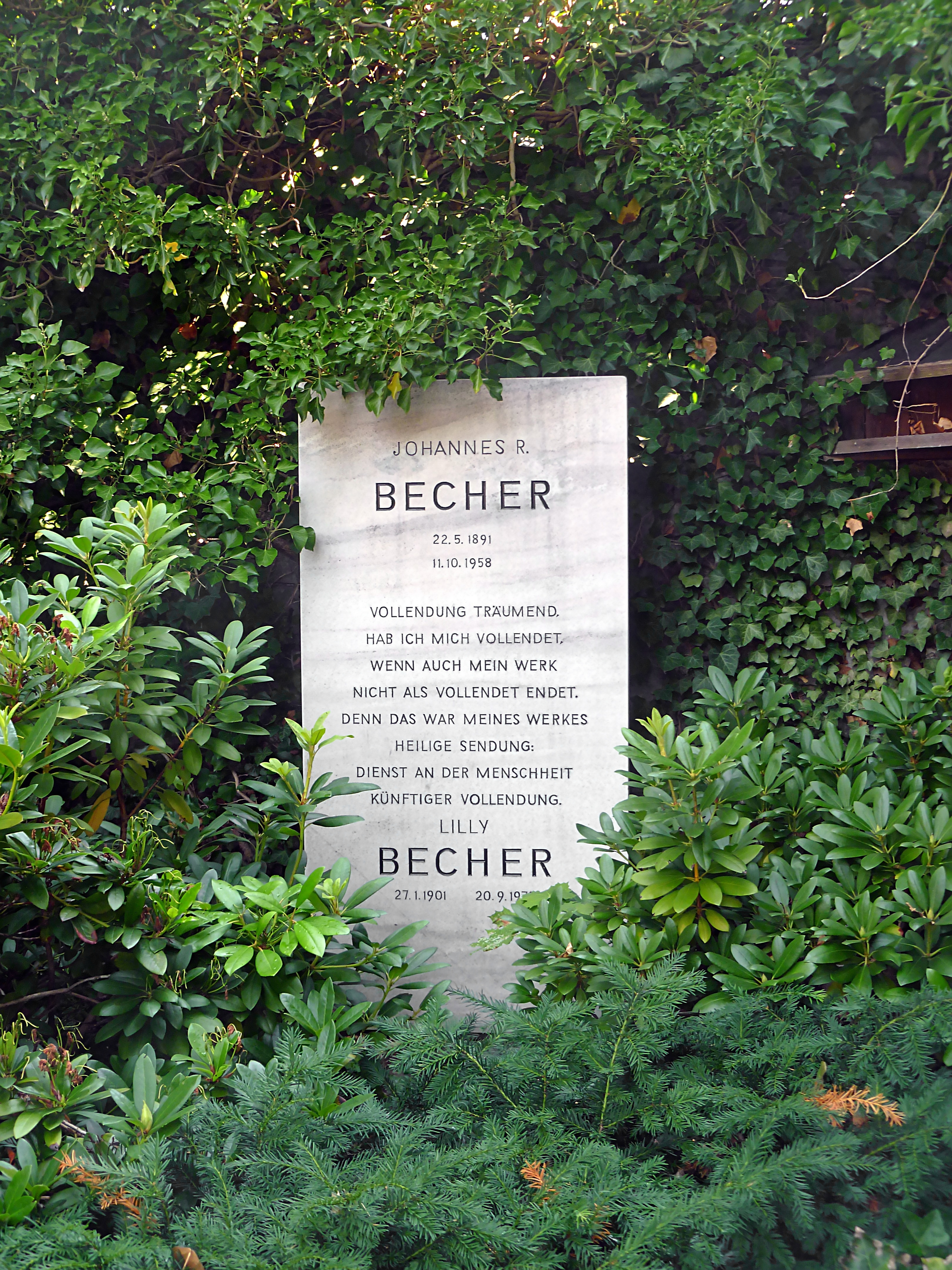
Ehrengrab von Johannes R. Becher auf dem Dorotheenstädtischen Friedhof in Berlin

Das Institut für Literatur „Johannes R. Becher“, das 1955 in Leipzig gegründet worden war, wurde 1959 nach Becher benannt. Auch mehrere Schulen und viele Straßen in der DDR trugen seinen Namen, so die POS Johannes R. Becher (jetzt Gebrüder-Grimm-Grundschule) und die Johannes-R.-Becher-Straße (jetzt Heinrich-Beck-Straße) in Karl-Marx-Stadt (jetzt Chemnitz), sowie die Johannes-R.-Becher-Straße und das dazugehörige Studentenwohnheim in Leipzig-Lößnig. Auch heute tragen noch sehr viele Straßen den Namen Johannes-R.-Becher oder Johannes-Robert-Becher im Osten des Landes z. B. in Magdeburg, Königs Wusterhausen, Gera, Delitzsch, Potsdam, Schwerin und Görlitz.
Als staatliche Auszeichnung der DDR für deutschsprachige Lyrik wurde in den Jahren 1961 bis 1989 der Johannes-R.-Becher-Preis verliehen; der Kulturbund der DDR vergab die Johannes-R.-Becher-Medaille.
Auf Beschluss des Berliner Senats ist die letzte Ruhestätte von Johannes R. Becher auf dem Friedhof der Dorotheenstädtischen und Friedrichswerderschen Gemeinden (Grablage: CAM-1-37/38) in Berlin-Mitte seit 1997 als Ehrengrab des Landes Berlin gewidmet. Die Widmung wurde im August 2021 um die übliche Frist von zwanzig Jahren verlängert.

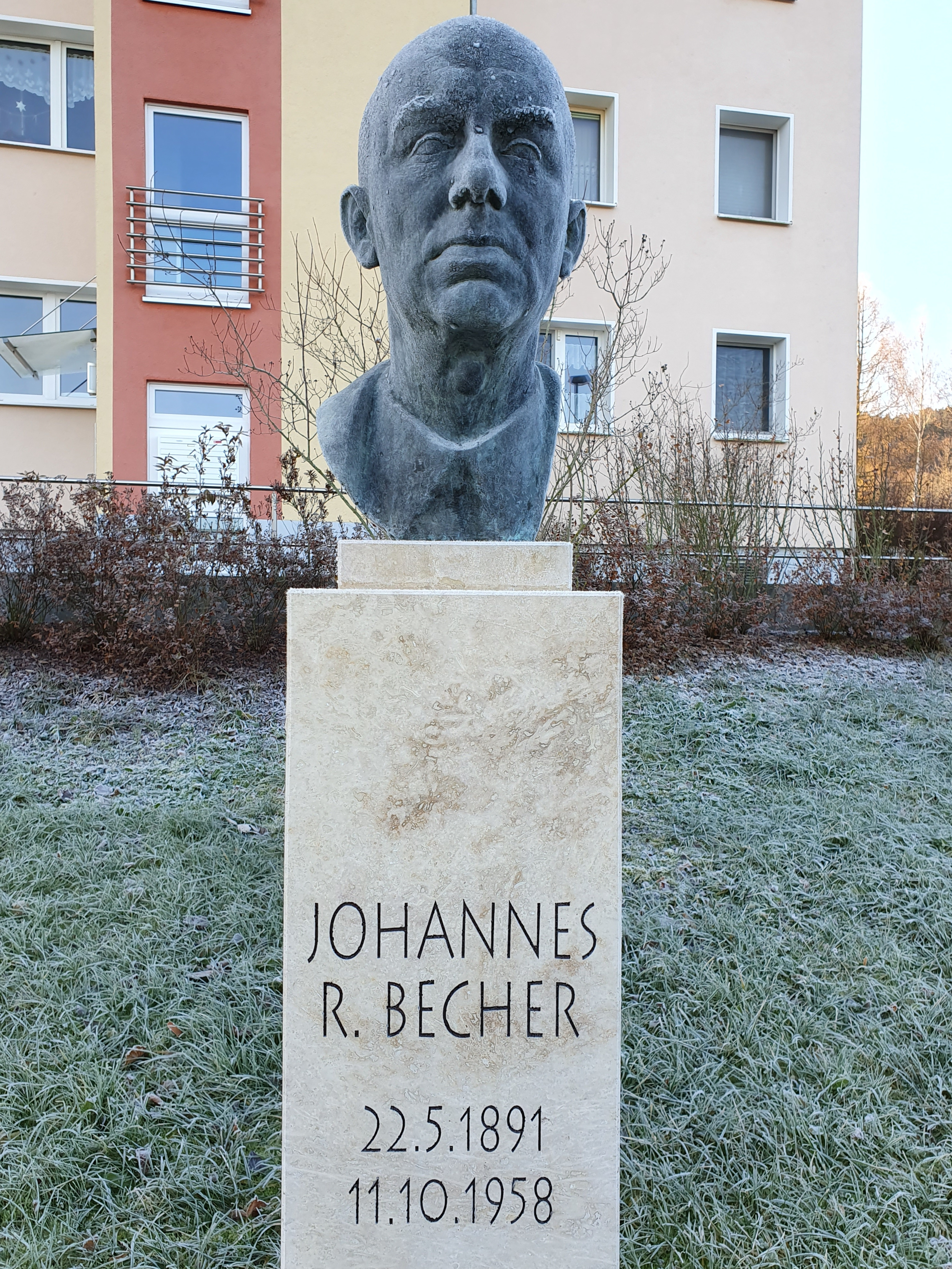
2019 als Abguss wiederaufgestellte Becher-Büste von Fritz Cremer (1958) in Jena

## Darstellung Bechers in der bildenden Kunst (Auswahl)
- In Jena wurde 1958 eine Büste von Fritz Cremer errichtet, sie wurde 2004 gestohlen und 2019 als Abguss wiederaufgestellt.[42]
- Hermann Hensel: Johannes R. Becher (Öl,  140 × 90 cm, 1959)[43]
- August Martin Hoffmann: Johannes R. Becher (Porträtbüste, Bronze, 1975)[44]
- Ludwig Meidner: Bildnis Johannes R. Becher (1916, Öl, 65 × 61 cm; Nationalgalerie Berlin)[45]
- Rahel Szalit-Marcus (1892–1942): Johannes R. Becher (Zeichnung)[46]

## Werke
- Der Ringende. Kleist-Hymne. Heinrich F. S. Bachmair-Verlag, Berlin 1911, DNB 579154874.
- Erde. Ein Roman. Heinrich F. S. Bachmair-Verlag, Berlin 1912, DNB 572180020.
- De profundis domine. Heinrich F. S. Bachmair-Verlag, München 1913, DNB 579154866.
- Der Idiot, 1913
- Verfall und Triumph. Hyperionverlag, Berlin 1914
  - Erster Teil. Gedichte. Digitalisat
  - Zweiter Teil. Versuche in Prosa. Digitalisat
- Verbrüderung. Gedichte. Kurt Wolff Verlag, Leipzig 1916. Digitalisat
- An Europa. Neue Gedichte. Kurt Wolff Verlag, Leipzig 1916 Digitalisat
- Päan gegen die Zeit. Gedichte. Kurt Wolff Verlag, Leipzig 1918 Digitalisat
- Die heilige Schar. Gedichte. Insel Verlag, Leipzig 1918 Digitalisat
- Das neue Gedicht. Auswahl (1912–1918), Gedichte. Insel Verlag, Leipzig 1918, DNB 572180047.
- Arbeiter, Bauern, Soldaten. Der Aufbruch eines Volkes zu Gott. Ein Festspiel, Leipzig 1919.
- Gedichte um Lotte. Insel Verlag, Leipzig 1919, DNB 572180055.
- Gedichte für ein Volk. Insel Verlag Leipzig 1919. Digitalisat
- An alle! Neue Gedichte. Die Aktion 1919. Digitalisat
- Zion. Kurt Wolff Verlag. Digitalisat
- Ewig im Aufruhr. Rowohlt Verlag, Berlin 1920, DNB 57882597X.
- Mensch, steh auf!, 1920
- Um Gott. Insel Verlag, Leipzig 1921, DNB 572180160.
- Der Gestorbene. Verlag Der Weiße Reiter, Regensburg 1921, DNB 572180128.
- Arbeiter, Bauern, Soldaten. Entwurf zu einem revolutionären Kampfdrama. Der Taifun-Verlag, Frankfurt am Main 1924, DNB 578825961.
- Verklärung. Hymne. Verlag Die Schmiede, Berlin 1922, DNB 572180489.
- Vernichtung. Oskar Wöhrle Verlag, Konstanz 1923, DNB 572180497.
- Drei Hymnen, 1923
- Vorwärts, du rote Front! Prosastücke. Der Taifun-Verlag, Frankfurt am Main 1924, DNB 578826054.
- Hymnen. Insel-Verlag, Leipzig 1924, DNB 572180195.
- Am Grabe Lenins. Malik-Verlag, Berlin 1924, DNB 572180179.
- Roter Marsch. Der Leichnam auf dem Thron/Der Bombenflieger. Vereinigung internationaler Verlags-Anstalten, Berlin 1925, DNB 572179766.
- Maschinenrhythmen. (Gedichte). Verlag Die Schmiede, Berlin 1926, DNB 572180314.
- Der Bankier reitet über das Schlachtfeld. Erzählung. Agis-Verlag, Wien 1926, DNB 572756747.
- (CHCl=CH)3 As (Levisite) oder Der einzig gerechte Krieg. Roman. Agis-Verlag, Wien 1926, DNB 572756755 (online).
- Die hungrige Stadt. Gedichte. Agis-Verlag, Wien 1927, DNB 57218042X.
- Im Schatten der Berge. (Gedichte). R. Fechner Verlag, Berlin 1928, DNB 578826038.
- Ein Mensch unserer Zeit. Gesammelte Gedichte. Greifenverlag, Rudolstadt 1929, DNB 572180322.
- Graue Kolonnen. 24 neue Gedichte. Internationaler Arbeiter-Verlag, Berlin 1930, DNB 578825996.
- Der große Plan. Epos des sozialistischen Aufbaus. Agis-Verlag, Berlin 1931, DNB 572180349.
- Der Mann, der in der Reihe geht. Neue Gedichte und Balladen. Universum-Bücherei für alle, Berlin 1932, DNB 578826011.
- Neue Gedichte. Verlagsgenossenschaft ausländischer Arbeiter in der UdSSR, Moskau/Leningrad 1933, DNB 993039898.
- Mord im Lager Hohenstein. Berichte aus dem Dritten Reich. Verlagsgenossenschaft ausländischer Arbeiter in der UdSSR, Moskau/Leningrad 1933, DNB 575550724.
- Es wird Zeit. Verlagsgenossenschaft ausländischer Arbeiter in der UdSSR, Moskau/Leningrad 1933, DNB 572180071.
- Deutscher Totentanz 1933. Verlagsgenossenschaft ausländischer Arbeiter in der UdSSR, Moskau/Leningrad 1933, DNB 572180446.
- An die Wand zu kleben. (Gedichte). Verlagsgenossenschaft ausländischer Arbeiter in der UdSSR, Moskau/Leningrad 1933, DNB 572179898.
- Deutschland. Ein Lied vom Köpferollen und von den „nützlichen Gliedern“. Verlagsgenossenschaft ausländischer Arbeiter in der UdSSR, Moskau/Leningrad 1934, DNB 993039790.
- Der verwandelte Platz. Erzählungen und Gedichte. Verlagsgenossenschaft ausländischer Arbeiter in der UdSSR, Moskau/Leningrad 1934, DNB 572180365.
- Das Dritte Reich, Gedichte, illustriert von Heinrich Vogeler. Zwei Welten, Moskau 1934
- Der Mann, der alles glaubte. Dichtungen. Verlagsgenossenschaft ausländischer Arbeiter in der UdSSR, Moskau/Leningrad 1935, DNB 572180292.
- Der Glücksucher und die sieben Lasten. Ein hohes Lied. Verlagsgenossenschaft ausländischer Arbeiter in der UdSSR, Moskau/Leningrad 1938, DNB 363901051.
- Gewißheit des Siegs und Sicht auf große Tage. Gesammelte Sonette 1935–1938. Meschdunarodnaja Kniga, Moskau 1939, DNB 572180136.
- Wiedergeburt. Dichtungen. Meschdunarodnaja Kniga, Moskau 1940, DNB 992072840.
- Die sieben Jahre. Fünfundzwanzig ausgewählte Gedichte aus den Jahren 1933–1940. Meschdunarodnaja Kniga, Moskau 1940, DNB 992072476.
- Abschied. Einer deutschen Tragödie erster Teil, 1900–1914, Roman. Meschdunarodnaja Kniga, Moskau 1940, DNB 572179820.
- Deutschland ruft. Gedichte. Verlag für fremdsprachige Literatur, Moskau 1942, DNB 572179987.
- Deutsche Sendung. Ein Ruf an die deutsche Nation. Verlag für fremdsprachige Literatur, Moskau 1943, DNB 572180403.
- Dank an Stalingrad. Dichtungen. Verlag für fremdsprachige Literatur, Moskau 1943, DNB 572179952.
- Die Hohe Warte. Deutschland-Dichtung. Verlag für fremdsprachige Literatur, Moskau 1944, DNB 572180519.
- Dichtung. Auswahl aus den Jahren 1939–1943. Meschdunarodnaja Kniga, Moskau 1944, DNB 572180004.
- Das Sonett, 1945
- Romane in Versen. Aufbau-Verlag, Berlin 1946, DNB 450287726.
- Heimkehr. Neue Gedichte. Aufbau-Verlag, Berlin 1946, DNB 450287432. (darin Ihr Mütter Deutschlands…)
- Erziehung zur Freiheit. Gedanken und Betrachtungen. Verlag Volk und Wissen, Berlin/Leipzig 1946, DNB 450287394.
- Deutsches Bekenntnis. 5 Reden zu Deutschlands Erneuerung. Aufbau-Verlag, Berlin 1945, DNB 760145253.
- Das Führerbild. Ein deutsches Spiel in fünf Teilen. Zinnen-Verlag Desch, München 1946, DNB 920016286.
- Wiedergeburt. Buch der Sonette. Insel-Verlag, Leipzig 1947, DNB 450288048.
- Lob des Schwabenlandes. Schwaben in meinem Gedicht. Konstanz und Leipzig 1947.
- Volk im Dunkel wandelnd. Der Neue Geist Verlag, Berlin 1948, DNB 450287971.
- Die Asche brennt auf meiner Brust. 1948.
- Neue deutsche Volkslieder. 1950.
- Sonderheft Johannes R. Becher. SINN UND FORM 1951
- Glück der Ferne – leuchtend nah. Neue Gedichte. Aufbau-Verlag, Berlin (DDR) 1951, DNB 450287513.
- Auf andere Art so große Hoffnung. Tagebuch 1950. Aufbau-Verlag, Berlin (DDR) 1951, DNB 450287319.
- Verteidigung der Poesie. Vom Neuen in der Literatur. Rütten & Loening, Berlin (DDR) 1952, DNB 450287955.
- Schöne deutsche Heimat. Aufbau-Verlag, Berlin (DDR) 1952, DNB 450287572.
- Winterschlacht (Schlacht um Moskau). Eine deutsche Tragödie in 5 Akten mit einem Vorspiel. Aufbau-Verlag, Berlin (DDR) 1953, DNB 450288064.
- Der Weg nach Füssen. (Schauspiel). Rütten & Loening, Berlin (DDR) 1953, DNB 450288021.
- Zum Tode J. W. Stalins. 1953 literature-online.de.
- Wir, unsere Zeit, das zwanzigste Jahrhundert. Rütten & Loening, Berlin (DDR) 1956, DNB 450288102.
- Das poetische Prinzip. Aufbau-Verlag, Berlin (DDR) 1957, DNB 450287718.
- Schritt der Jahrhundertmitte. Neue Dichtungen. Aufbau-Verlag, Berlin (DDR) 1958, DNB 450287742.
- Walter Ulbricht. Dietz-Verlag Berlin 1958
- Becher, Johannes R.: Gedichte, Briefe, Dokumente. 1945–1958. Aufbau Taschenbuch Verlag, Berlin 1991.
- Becher, Johannes R.: Gesammelte Werke. Herausgegeben vom Johannes-R.-Becher-Archiv der Akademie der Künste der DDR. 18 Bände. Aufbau-Verlag, Berlin und Weimar 1966–1981.

## Verfilmungen
- Familie Benthin (Regie: Kurt Maetzig und Slatan Dudow), DEFA, 1950
- Der Weg nach Füssen (Regie: Fritz Bornemann), DFF, 1962
- Abschied (Regie: Egon Günther), DEFA, 1968

## Vertonungen
- Karl-Rudi Griesbach: Planetarisches Manifest. Kantate nach Johannes R. Becher für Sopran, Bariton, Klavier, Chor und Orchester (1962)
- Sterne glühn – Wenzel singt Johannes R. Becher (Matrosenblau, 2015)[47]

## Nachlass
- Johannes-R.-Becher-Archiv der Akademie der Künste Berlin[48]